# Carex heterolepis

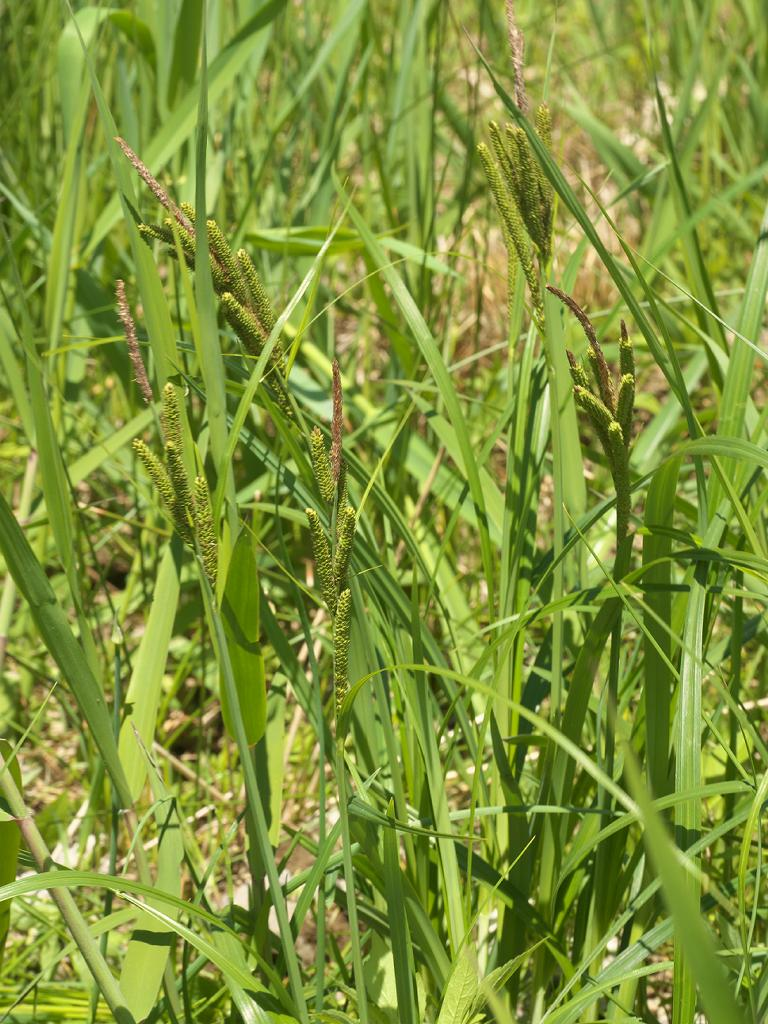
Heterolepis i Japan

Carex heterolepis är en halvgräsart som beskrevs av Aleksandr Andrejevitj Bunge. Carex heterolepis ingår i släktet starrar, och familjen halvgräs. Inga underarter finns listade i Catalogue of Life.